# Ni Can

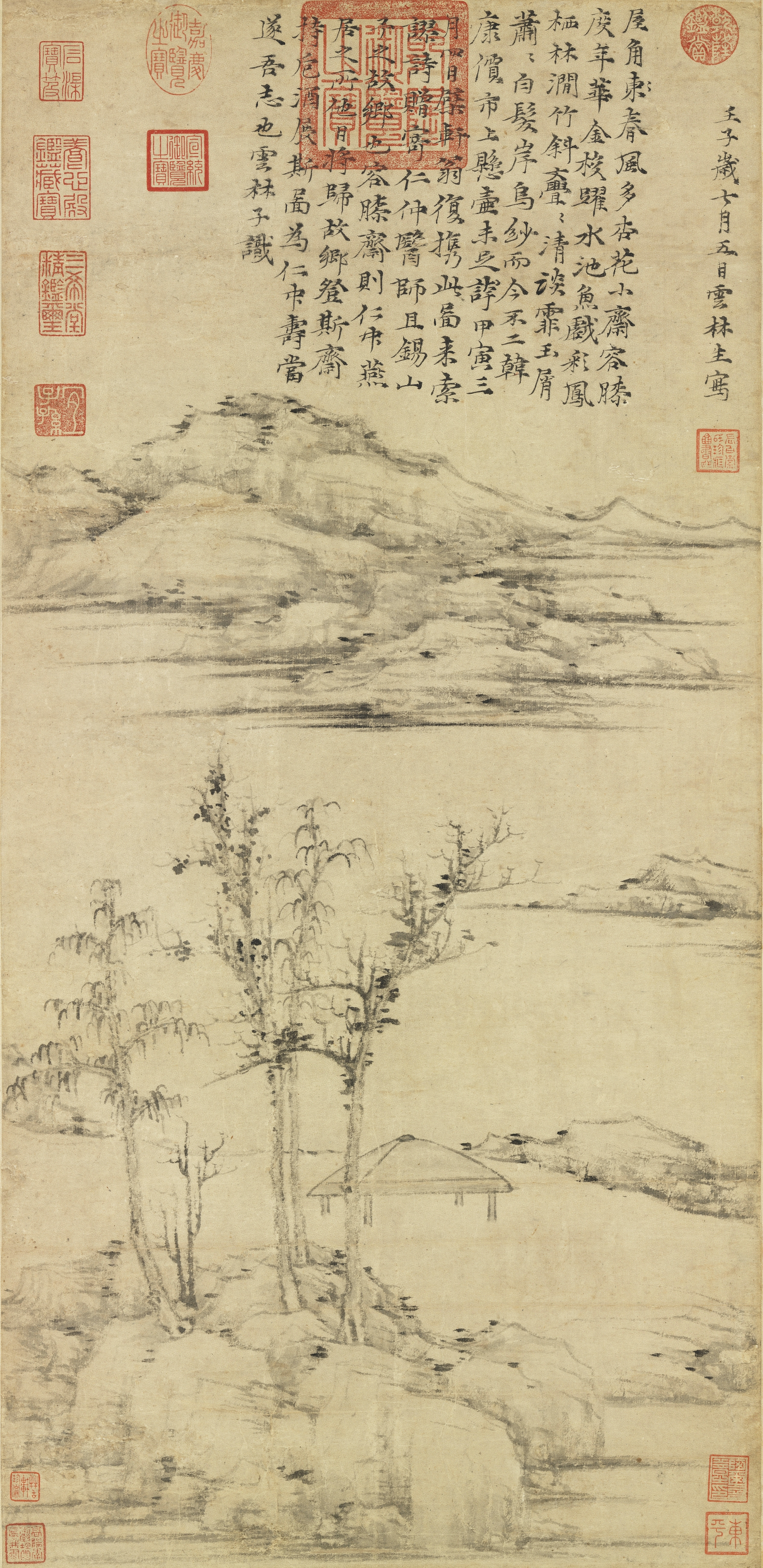
Ni Can Studovna Žung-si, Národní palácové muzeum, Tchaj-pej

Ni Can (čínsky pchin-jinem Ní Zàn, znaky zjednodušené 倪瓒, tradiční 倪瓚; 1301–1374) byl čínský malíř a kaligraf pozdně jüanského a počátků mingského období.

## Jména
Ni Can používal zdvořilostní jméno Jüan-čen (čínsky pchin-jinem Yuánzhèn, znaky zjednodušené 元镇, tradiční 元鎮) a pseudonymy Jün-lin (čínsky pchin-jinem Yún lín, znaky zjednodušené 云林, tradiční 雲林, Chuan-sia-šeng (čínsky pchin-jinem Huànxiáshēng, znaky 幻霞生) a Ťing-man-min (čínsky pchin-jinem Jīngmánmín, znaky zjednodušené 荆蛮民, tradiční 荊蠻民).

## Život
Ni Can pocházel z Wu-si (v provincii Ťiang-su), narodil se roku 1301. Pocházel z majetné rodiny, která však koncem 30. let 14. století svůj majetek ztratila. Namísto úřední kariéry se obrátil k umění, především malířství, kaligrafii, poezii a sběratelství. Od 50. let pod vlivem taoismu opustil svůj dům a s manželkou putoval po jezerech a řekách rodného kraje.
Byl klidný, tichý a puntičkářský, což se odráželo v jeho díle. Maloval průzračné jemné scenérie typické úsporným stylem, prázdnými plochami, „šetřením tuší“, s oblibou používal tah „překroucená stuha“, věnoval velkou pozornost kompozici. V jeho krajinách se nicméně projevila omezenost témat – zpravidla obsahují skupinu stromů okolo jednoduchého pavilónu u vodní plochy, v pozadí rozplývající se hory. Dostalo se mu širokého uznání, tradičně je řazen mezi čtyři jüanské mistry, nejvýznačnější malíře a kaligrafy své doby.